# Lojsta hall
Die Lojsta hall (dt. Halle von Lojsta) ist ein rekonstruiertes eisenzeitliches Haus bei Lojsta im Kirchspiel (schwedisch socken) Stånga auf der schwedischen Insel Gotland.

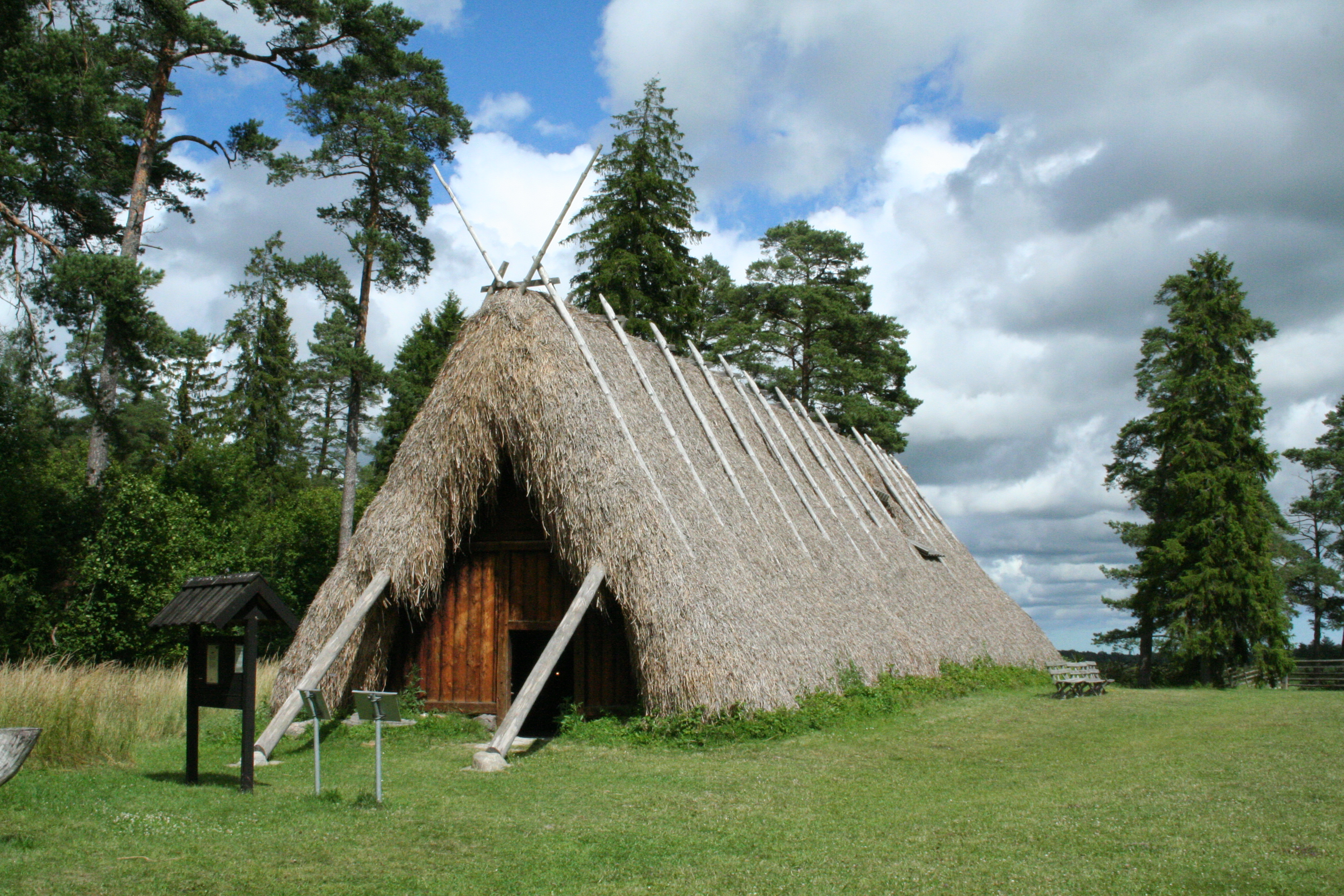
Lojstahallen

## Fundsituation
Der eisenzeitliche Hausgrundriss wurde 1929 von Gerda Boëthius (1890–1961) und John Nihlén freigelegt. Der etwa 30,0 × 16,0 m große Grundriss aus dem 3. oder 4. Jahrhundert n. Chr. war von einer 40 bis 60 cm hohen, 1,5 m dicken Feldsteinmauer begrenzt, die in Zweischalentechnik errichtet war. An der südlichen Schmalseite des Hausgrundrisses war der Eingang ausgespart und durch eine große Kalksteinplatte als Schwelle markiert.
Dass es sich um eine dreischiffige Konstruktion handelte, wurde durch zwei Reihen flacher Legsteine für die Innenständer belegt. Die Ausgräber nahmen an, dass es sich um eine der aus der germanischen Überlieferung bekannten repräsentativen eisenzeitlichen Hallen handelte. Dies schlossen sie aus einer drei Meter langen „Steinbank“ an der nördlichen Längsseite, gegenüber dem von zwei großen hochkant gestellten Platten begrenzten, gepflasterten Herd, bei der es sich um ein Podest für den Sitz des Hausherrn gehandelt haben könnte.

## Rekonstruktion
Die Halle von Lojsta wurde 1932 auf den vorgefundenen Steinunterlagen in situ rekonstruiert. Dabei wurde die Umfassungsmauer mit Zement gesichert, um den Oberbau später wieder entfernen zu können, ohne das vorgefundene Bodendenkmal zu beschädigen.
Als tragende Konstruktion wurde entsprechend dem angenommenen System der Innenständer die Gebinde- bzw. Oberrähmbauweise gewählt. An die Längspfetten wurde eine dichte Lage dünner Rundhölzer angelegt, die als Unterlage des Stroh- oder Grasdaches dient. Dass eine solche Bauweise wahrscheinlich ist, belegt die Grabung von Stavars hus, bei der größere Partien des Daches herabgestürzt vorgefunden wurden. Das Innere der Halle erhielt durch die dicht gelegten Rundhölzer des Daches einen repräsentativen Charakter. Dieser kam auch in der Gestaltung der Giebelwand am Eingang zum Ausdruck. Hier verwendete man eine spezielle Stabwand, wie sie ähnlich bei der in Teilen erhaltenen deutlich späteren Stabkirche von Hemse erschlossen wurde.
Rekonstruiert wurde das Gebäude als Nurdachhaus, bei dem die Sparren unmittelbar auf den Außenkanten der dicken Feldsteinmauern ruhen, eine nach Cornelia Weinmann falsche Lösung, obwohl es Hinweise darauf gab, dass die Außenschale der Trockenmauer an mehreren Stellen durch den Druck des Daches nach außen verschoben war. Zudem waren auf dem inneren Teil der Mauer Kleinfunde gemacht worden, was dahingehend verstanden wurde, dass sie als Sitzbank gedient hat.

## Ähnliche Anlagen
Auf Gotland gibt es in Gervide bei Sjonhem zwei weitere rekonstruierte Eisenzeithäuser, für die jeweils andere Rekonstruktionsansätze gewählt wurden. Mit norwegischen Langhäusern aus der Eisenzeit (350–550 n. Chr.), also doppelt so langen Wohnstallhäusern, ist die Anlage von Lojsta wegen der geringeren Dimensionen nicht vergleichbar, obwohl im Detail der Mauern Übereinstimmungen bestehen.